# Mozart y Salieri
Mozart y Salieri (en ruso, Моцарт и Сальери, Motsart i Salyeri) es una ópera en un acto en dos escenas con música de Nikolái Rimski-Kórsakov y libreto en ruso tomado casi palabra por palabra del drama en verso homónimo de Aleksandr Pushkin 1830. Se estrenó el 7 de diciembre de 1898 en el Teatro Solodovnikov de Moscú.
La historia sigue la leyenda apócrifa de que Antonio Salieri envenenó a Wolfgang Amadeus Mozart por celos debido a la música del segundo. Rimski-Kórsakov incorporó citas del Réquiem y Don Giovanni de Mozart a la partitura. Richard Taruskin ha ubicado esta ópera en el contexto histórico del desarrollo de la tradición realista en la ópera rusa.
Esta ópera se representa poco; en las estadísticas de Operabase aparece la n.º 151 de las óperas representadas en 2005-2010, siendo la 10.ª en Rusia y la segunda de Rimski-Kórsakov, con 20 representaciones en el período.

## Personajes
| Personaje                                                                                       | Tesitura   | Reparto del estreno Moscú, 7 de diciembre de 1898 (Director: Iosif Truffi) |
| ----------------------------------------------------------------------------------------------- | ---------- | -------------------------------------------------------------------------- |
| Mozart, joven compositor                                                                        | tenor      | Vasili Shkafer                                                             |
| Salieri, compositor maduro                                                                      | barítono   | Fiódor Chaliapin                                                           |
| Un violinista ciego                                                                             | papel mudo |                                                                            |
| Coro fuera de escena: canta unos compases de la Misa de Réquiem de Mozart en la segunda escena. |            |                                                                            |